# Einmal ist keinmal (film)
Cet article concerne le film. Pour l'expression allemande, voir Einmal ist keinmal.
Pour plus de détails, voir Fiche technique et Distribution.
Einmal ist keinmal est un film musical est-allemand réalisé par Konrad Wolf, sorti en 1955.
Tourné à Klingenthal en Saxe, il s'agit d'un des rares heimatfilms est-allemands.

## Synopsis
Le compositeur Peter Weselin arrive de Düsseldorf dans la petite ville saxonne de Klingenthal, où il veut passer des vacances chez son oncle Edeltanne. Après des années passées à accompagner des boogie-woogies au piano, Peter a enfin besoin de se reposer de la musique de variétés et fait même des cauchemars pendant le voyage en train, où il est assailli par la musique de boogie. Encore endormi, il tombe du train en marche, s'écrase dans une botte de foin et envoie promener une automobiliste qui proposait de l'emmener à Berlin. S'étant brièvement endormi, il est découvert par Anna et Elvira, deux jeunes filles de Klingenthal, qui l'embrassent avec fougue. Peter perd la trace des deux jeunes femmes.
Klingenthal s'avère être un lieu musical : les journées musicales de Klingenthal approchent et Peter doit bientôt composer différentes œuvres de commande. L'oncle Edeltanne a besoin d'un nouveau morceau pour son association de musique traditionnelle Äolsharfe ; l'entreprise Harmonikawerk (de) lui demande une composition classique pour l'orchestre symphonique de l'usine et l'orchestre de danse de l'usine, qui vient d'être créé, a absolument besoin d'un tube pour se produire lors des Journées musicales. Le fait que Peter refuse catégoriquement d'écrire une chanson de variété indigne surtout Anna, qui est la chanteuse de l'orchestre et qui se produit également en tant que chanteuse classique dans l'orchestre. Elle refuse désormais de chanter la nouvelle composition de Peter, d'autant plus que diverses coïncidences doivent lui donner l'impression que Peter la harcèle. Edeltanne pense également que Peter a une liaison et renvoie son neveu chez lui.
Peter est cependant hébergé par Erwin, un passionné de musique qui, par hasard, habite à côté d'Anna. Celle-ci pense que Peter est effectivement parti, mais Erwin organise une rencontre entre eux et ils finissent par s'avouer leur amour. Pendant ce temps, Peter a composé en secret un tube pour l'orchestre de danse, qu'il joue pour la première fois à Anna la veille de la fête de la musique. Celle-ci se montre enthousiaste. Elle est moins ravie lorsqu'il lui montre sa rhapsodie pour l'orchestre symphonique. Il l'aurait écrite uniquement pour son grand amour - mais au-dessus de la partition est écrit le nom de Marie Alvert, une célèbre accordéoniste pour laquelle un solo est prévu dans le morceau. Certes, Peter parvient à convaincre Anna qu'il n'a jamais rencontré Marie et qu'il n'a jamais écrit son nom sur la partition, mais Marie s'avère finalement être la femme qui avait proposé d'emmener Peter à Berlin peu après son arrivée brutale dans la botte de foin. Lorsqu'elle parle à Anna d'une rencontre amusante dans le foin, Anna se méprend sur la situation et quitte Peter la veille des Journées musicales.
Le jour de la représentation, Anna et Marie manquent finalement toutes deux à l'appel et Peter voit la représentation de sa rhapsodie échouer. Soudain, les deux femmes, qui ont profité de l'intervalle pour s'expliquer, apparaissent sur scène et la pièce est un grand succès. Anna retourne à la prairie où elle a vu Peter pour la première fois. Peter lui court après et tous deux s'embrassent.

## Fiche technique
- Titre original : Einmal ist keinmal (litt. « Une fois n'est pas coutume »[3]) ou So klingt's in Klingenthal
- Réalisateur : Konrad Wolf
- Scénario : Paul Wiens (de)
- Photographie : Werner Bergmann (de)
- Montage : Friedel Welsandt
- Musique : Günter Kochan
- Sociétés de production : Deutsche Film AG
- Pays de production :  Allemagne de l'Est
- Langue de tournage : allemand
- Format : Couleur Orwo - 1,33:1 - 35 mm
- Durée : 97 minutes (1h37)
- Genre : Comédie musicale
- Dates de sortie :
  - Allemagne de l'Est : 25 mars 1955
  - Hongrie : 11 août 1955

## Distribution
- Horst Drinda (de) : Peter Weselin
- Brigitte Krause : Anna Hunzele
- Paul Schulz-Wernburg : Edeltanne
- Annemone Haase (de) : Elvira
- Christoph Engel (de) : Erwin
- Friedrich Gnaß : Hunzele
- Georg Niemann : Düdelit-Düdelat
- Lotte Loebinger (de) : Muhme
- Hilmar Thate : Buhlemann
- Fritz Decho (de) : Fibrament
- Horst Gentzen (de) : Gack
- Edgar Engelmann : Gwirz
- Erich Brauer (de) : Kranz
- Johanna Bucher (de) : Mme Kranz
- Johannes Siegert : Dr Scherb
- Inge Huber : Marie Alvert